# Jean Monestier
Pour les articles homonymes, voir Monestier.
Clément Jean Monestier, né à Montpellier le 23 novembre 1855 et mort à Paris le 11 avril 1925, est un ingénieur des Ponts et un homme politique français de la IIIe République. Il est sénateur et député radical-socialiste de Lozère et brièvement ministre des Travaux Publics en 1906.

## Biographie
Il est issu d'une famille républicaine de Lozère dont un des membres siégea à l'Assemblée législative et à la Convention lors de la Révolution française. Il entre à l'école Polytechnique dont il sort 5e et intègre le corps des ponts et chaussées. Comme ingénieur de l'État, il construit la ligne de chemin de fer de chemin de fer de Millau au Vigan, dans le Gard, la route des gorges du Tarn et plusieurs ouvrages en banlieue parisienne qui lui valent la Légion d'honneur. Il est ensuite contrôleur de l'exploitation et de la traction de la compagnie d'Orléans. En 1914, il est mobilisé et sert dans le génie au grade de colonel à la protection de Paris. Il est nommé ensuite inspecteur des ponts-et-chaussées.
Il est élu conseiller général de la Lozère dès 25 ans puis il est élu sénateur de la Lozère en 1896, lors d'une élection partielle à la suite du décès d'Eugène de Rozière et réélu lors des élections sénatoriales en 1897, mais battu à celles de 1906. Au Sénat, il s'occupe beaucoup des rapports entre l'État et les grandes compagnies de transport.
Il est brièvement ministre des Travaux publics du 6 mai 1899 au 21 juin 1899 dans le Gouvernement Charles Dupuy (5)
Il est député de ce même département, circonscription de Florac lors des élections législatives de 1910 et réélu à celles de 1914. Il est vice-président de la Chambre des députés. 
Il sera également maire de Saint-Rome-de-Dolan.  
Un buste en bronze est érigé en son honneur à Florac, au carrefour des routes de Meyrueis et du Collet-de-Dèze, mais détruit pour récupération lors de la réquisition des métaux non ferreux de 1942.

## Sources
- « Jean Monestier », dans le Dictionnaire des parlementaires français (1889-1940), sous la direction de Jean Jolly, PUF, 1960 [détail de l’édition]